# Білозерний газопереробний завод
Білозерний газопереробний завод — підприємство нафтогазової промисловості, яке діє у Тюменській області Росії за чотири десятки кілометрів на північний схід від міста Нижньовартовськ.
Дві черги заводу однаковою річною потужністю по 2,14 млрд м3 ввели в дію у 1980 та 1981 роках. Майданчик був призначений для роботи з супутнім газом нафтових родовищ — північної частини унікального Самотлорського, а також Вар'єганського, Північно-Вар'єганського і Тагінського. Подачу ресурсу з віддалених родовищ забезпечили за допомогою Вар'єганської компресорної станції (з середини 2010-х також працює на Вингапуровський ГПЗ). В 1989-му почала роботу Тюменська компресорна станція (подає газ Ван-Єганського, Ай-Єганського, Тюменського, Новомолодіжного та Гун-Єганського родовища), а в 2003-му ввели в дію Бахіловську компресорну станцію (працює з продукцією Бахіловського, Колик-Єганського, Хохряковського, Верхньоколик-Єганського родовищ).
Продукцією заводу є стабільний газовий бензин, фракція С3+ (у російській термінології відома як широка фракція легких вуглеводнів, ШФЛУ) і товарний газ.
Максимальний обсяг переробки був досягнутий в 1988 році. В 2005-му було прийнято 3,48 млрд м3 та вироблено 840 тис. тон ШФЛУ.
Товарний газ відправляють по трубопроводу Нижньовартовськ – Кузбас, а також на Нижньовартовську ТЕС. Видача ШФЛУ відбувається через продуктопровід Нижньовартовськ – Південний Балик.
Наразі ГПЗ належить нафтохімічному холдингу «Сибур».